# Bernhard Wilhelm von Bülow

Bernhard Wilhelm von Bülow (um 1927)

Bernhard Wilhelm Otto Viktor von Bülow (* 19. Juni 1885 in Potsdam; † 21. Juni 1936 in Berlin) war ein deutscher Diplomat. Bekannt wurde er vor allem als Staatssekretär im Auswärtigen Amt in den Jahren 1930 bis 1936.

## Leben und Wirken

### Jugend und frühe Karriere (1885–1919)
Bernhard Wilhelm von Bülow entstammte dem mecklenburgischen Adelsgeschlecht von Bülow. Er wurde 1885 als Sohn des preußischen Generalmajors Adolf von Bülow und seiner Frau Carola, einer Tochter des preußischen Zeremonienmeisters Otto Graf Vitzthum von Eckstädt, geboren. Der bereits 1897 verstorbene Vater war zeitweise persönlicher Adjutant Kaiser Wilhelms II. gewesen. Ein Onkel Bülows war Bernhard von Bülow, der vierte Kanzler des Deutschen Reiches. Sowohl er als auch der Großvater Bernhard Ernst von Bülow waren als Staatssekretäre des Auswärtigen Amtes tätig gewesen; sie waren damit allerdings Leiter des Amtes unter dem Reichskanzler, während ein Staatssekretär in der Weimarer Zeit unter einem Reichsminister arbeitete.
Bülow besuchte Gymnasien in Magdeburg, Frankfurt am Main, Potsdam und Goslar. 1904 legte er das Abitur ab. Von 1904 bis 1909 studierte er Rechtswissenschaften und Nationalökonomie in Lausanne, München und Berlin. Im Juli 1908 legte er das Referendarsexamen ab und ging kurzzeitig in den Justizdienst. Im Februar 1909 wurde er mit einer Dissertation über „die Irrtumsanfechtung als Reurecht“ zum Dr. jur. promoviert.
Nach einer privaten Weltreise in den Jahren 1909 bis 1911 trat Bülow am 1. Januar 1912 in den Auswärtigen Dienst des Deutschen Kaiserreiches ein. Diesem gehörte Bülow, unterbrochen von seiner Teilnahme am Ersten Weltkrieg als Rittmeister der Reserve von August 1914 bis August 1915, bis 1919 an. Er wurde zunächst von Januar 1912 bis April 1913 als Attaché an der deutschen Botschaft in Washington, D.C. und dann im Auswärtigen Amt in Berlin ab April in der Abteilung II „Handelspolitik“, ab Oktober in der Abteilung IA „Politik“ beschäftigt. Nachdem er verwundet und ausgezeichnet mit beiden Klassen des Eisernen Kreuzes ins Zivilleben zurückgekehrt war, wurde er 1915/1916 als Legationssekretär an den deutschen Vertretungen in Konstantinopel (November 1915 bis Mai 1916) und Athen (Juni bis November 1916) eingesetzt, bevor er im Dezember 1916 in die Abteilung IA „Politik“ des AA zurückkehrte. Vom Dezember 1917 bis zum März 1918 gehörte er der deutschen Delegation bei den Friedensverhandlungen von Brest-Litowsk an. 1919 nahm er als Mitglied der politischen Kommission der deutschen Delegation an den Friedensverhandlungen in Versailles teil. Dort war er als Leiter der 12. Unterkommission der deutschen Delegation insbesondere mit den sich im Zusammenhang mit der sogenannten Kriegsschuldfrage ergebenden Fragen befasst. Weil er eine Annahme des alliierten Ultimatums, den Vertrag zu unterschreiben, ablehnte, schied er am 30. Juni 1919 nach Abschluss der Verhandlungen aus dem Auswärtigen Dienst aus.

### Karriere in der Weimarer Republik

#### Gegner der stresemannschen Verständigungspolitik
In den folgenden Jahren verfasste Bülow als freier Schriftsteller Bücher zur Vorgeschichte des Weltkrieges und über den Völkerbund und war Mitherausgeber der Zeitschrift Die Deutsche Nation, deren Chefredaktion 1923 von Theodor Heuss übernommen wurde. Obwohl Bülow zunächst ebenfalls der linksliberalen Deutschen Demokratischen Partei nahestand, setzte er sich für eine Revision des von ihm als Schmach und Diktat empfundenen Friedensvertrags ein. Die Revision des Vertragswerkes musste dabei nach seiner Auffassung die Voraussetzung – und nicht etwa Folge – einer Integration des Deutschen Reiches in die Nachkriegsordnung sein.
Im Februar 1923 kehrte Bülow in den Auswärtigen Dienst zurück und wurde im Rang eines Vortragenden Rates zum Leiter des Sonderreferates für Völkerbundsangelegenheiten, das nach dem Eintritt des Deutschen Reichs in die Weltorganisation 1926 zunächst an Bedeutung zunahm. Hier riet Bülow nicht zu konstruktiver Mitarbeit, sondern mit stets „salbungsvollem Ton“ die wahren Absichten der deutschen Politik zu verschleiern, nämlich Revision des Versailler Vertrags. Die scharfe Gegnerschaft des Völkerbundsreferenten gegen die Verständigungspolitik Gustav Stresemanns drohte die Möglichkeiten kleiner, pragmatischer Fortschritte etwa in der Minderheitenpolitik zu gefährden, die der Außenminister bei den regelmäßigen Tagungen des Völkerbunds zu erreichen suchte. Daher beschnitt Staatssekretär Schubert den Einfluss Bülows im Auswärtigen Amt bald deutlich. Im Januar 1928 verlor er daher die Zuständigkeit für den Völkerbund und wurde Dirigent der Abteilung II, der „West- und Südost-Europa“-Abteilung. Dort sorgte er für eine deutliche Verschärfung des Tons gegenüber Frankreich. Im August 1929 legte er etwa eine Sammlung von Argumenten gegen den Plan des französischen Außenministers Aristide Briand, vor, eine „europäische föderale Union“ zu gründen, die dieser erst im Monat darauf veröffentlichte. Bülow setzte statt auf eine engere Zusammenarbeit mit dem westlichen Nachbarn auf eine Politik der freien Hand und eine Zusammenarbeit mit der Sowjetunion. Hiervon versprach er sich Aussichten auf einen Ausbau der deutschen Stellung im Donauraum, einen Anschluss Österreichs und eine Revision der Grenze zu Polen.

#### Staatssekretär in der Zeit der Präsidialkabinette
Gerade wegen seiner zunehmend kritischen Haltung gegenüber der Verständigungspolitik Stresemanns, der am 3. Oktober 1929 gestorben war, wurde Bülow am 2. Juni 1930 als Nachfolger Carl von Schuberts zum Staatssekretär ernannt. Die praktische Übernahme der Geschäfte erfolgte am 18. Juni. Vorausgegangen war der Sturz der Regierung Hermann Müllers, der letzten parlamentarisch voll legitimierten Regierung der Weimarer Republik, am 27. März 1930. Der Sturz des Sozialdemokraten Hermann Müllers und die rasche Installierung seines Nachfolgers Heinrich Brüning vom Zentrum bedeutete innenpolitisch einen deutlichen Rechtsruck, außenpolitisch das Ende der Locarno-Ära, wofür die Bülows Beförderung an die Spitze des Auswärtigen Amtes zwar nicht die Ursache, wohl aber ein wichtiges Symptom darstellte.
Nachdem sich Reichspräsident Paul von Hindenburg bereits vor dem Antritt der Regierung Brüning für Bülows Beförderung eingesetzt hatte, entschied der neue Kanzler nach einem persönlichen Treffen in Darmstadt, ihn mit der Leitung des Auswärtigen Amtes zu betrauen. Nach seinem Großvater Bernhard Ernst von Bülow und seinem Onkel Bernhard von Bülow, die dieses Amt unter den Reichskanzlern Otto von Bismarck beziehungsweise Chlodwig zu Hohenlohe-Schillingsfürst ausgeübt hatten, war Bülow damit bereits der dritte Vertreter seiner Familie in diesem Amt.
In seiner Eigenschaft als Staatssekretär sekundierte er den jeweiligen Außenminister bei der Führung der außenpolitischen Geschäfte. Außerdem oblag ihm die praktische Leitung des Auswärtigen Amtes. Die Außenminister, unter denen Bülow sein Amt ausübte waren Julius Curtius (DVP), Brüning, der das Amt ab Oktober 1931 in Personalunion mit dem des Kanzlers ausübte, und Konstantin Freiherr von Neurath, der der DNVP nahestand. Da nach Stresemanns Tod die Außenpolitik sehr stark von den jeweiligen Kanzlern bestimmt wurde, verlor das Auswärtige Amt während Bülows Amtszeit viel von seiner vorherigen Autonomie. In dieser Zeit der Präsidialkabinette verschärfte sich die deutsche Außenpolitik erheblich. In dichter Folge verlangte das Deutsche Reich eine Zollunion mit Österreich, eine Senkung, bald auch eine Streichung der Reparationen und eine militärische Gleichberechtigung mit den Siegermächten. Bülow gab den Ton vor, als er kurz nach seiner Beförderung an die Spitze des Auswärtigen Amtes schrieb, Deutschland habe durchaus auch andere Interessen als nur die Eliminierung aller Kriegsmöglichkeiten, wie sie etwa Briand anstrebte. So wollte er einen Kriegsverzicht, den Deutschland an sich schon 1928 mit seiner Unterschrift unter den Briand-Kellogg-Pakt geleistet hatte, an die Bedingung knüpfen, dass ihm andere Wege zu einem friedlichen Interessenausgleich, das heißt zu einer Revision des Friedensvertrags eröffnet würden.
Der pazifistische Schriftsteller Paul Distelbarth hörte von Bülow in den frühen 1930er Jahren, das Ziel der deutschen Außenpolitik sei es, die deutschen Grenzen von 1914 wiederherzustellen, und zwar einschließlich Elsaß-Lothringens.

### Bülow in der NS-Diktatur (1933–1936)
Obwohl von eher liberaler Einstellung und ein Gegner des Nationalsozialismus, blieb Bülow auch nach der Ernennung Adolf Hitlers zum Reichskanzler 1933 in seinem Amt – ein Schritt, den er mit seinem Pflichtgefühl begründete („Man lässt sein Land nicht im Stich, weil es eine schlechte Regierung hat.“). Bülow fühlte sich zwar dem Leitbild vom unpolitischen, ausschließlich professionell urteilenden Beamten verpflichtet. Doch äußerte er schon im März 1933, er habe in Gesprächen mit Diplomaten immer auf den „starken Zustrom von Ostjuden“ verwiesen, die in den 1920er Jahren massenweise eingebürgert worden seien und auch das „Vordringen der Juden in Justiz, Universitäten, Schulen u. a. mehr seit 1918“, sei unübersehbar gewesen. Am 13. März 1933 erteilte er dann die Weisung, als Argumentationshilfe zur Rechtfertigung der deutschen Judenpolitik gegenüber dem Ausland, Material zum angeblich „überproportionalen Vordringen der Juden im öffentlichen Leben Deutschlands zu sammeln“. Diese Weisung des Staatssekretärs, die innerhalb des Amtes sein Neffe Vicco von Bülow-Schwante in die Tat umsetzte, „markiert“ nach Auffassung der Unabhängigen Historikerkommission um Eckart Conze, wenn auch ungewollt, „gewissermaßen den Anfang […] auf dem Weg zur Endlösung der Judenfrage“. Dieser Auffassung der Historikerkommission widerspricht Johannes Hürter vom Institut für Zeitgeschichte. Er hält deren Wertung für „eine völlig unverständliche Überschätzung“ der Bülow-Weisung, die „eine lineare Entwicklung“ zur „Endlösung“ suggeriere, die dem Forschungsstand nicht gerecht werde.
Im Frühsommer 1934 war Bülow im Rahmen der „Röhm-Affäre“ zur Ermordung vorgesehen. Er überlebte jedoch, da Hermann Göring ihn von der Todesliste strich, an der die SS- und Gestapo-Einheiten, die die Morde ausführten, sich orientierten. Der Einflussverlust, den das Auswärtige Amt und sein leitender Staatssekretär seit 1930 erlitten hatten, setzte sich auch nach der Machtergreifung fort. So erregte es das Erstaunen der Beamten, dass Hitler während der Krise um die deutsche Aufrüstung im März 1935 sie zu seinen Gesprächen mit dem britischen Außenminister John Simon Bülow nicht hinzuzog.

### Tod

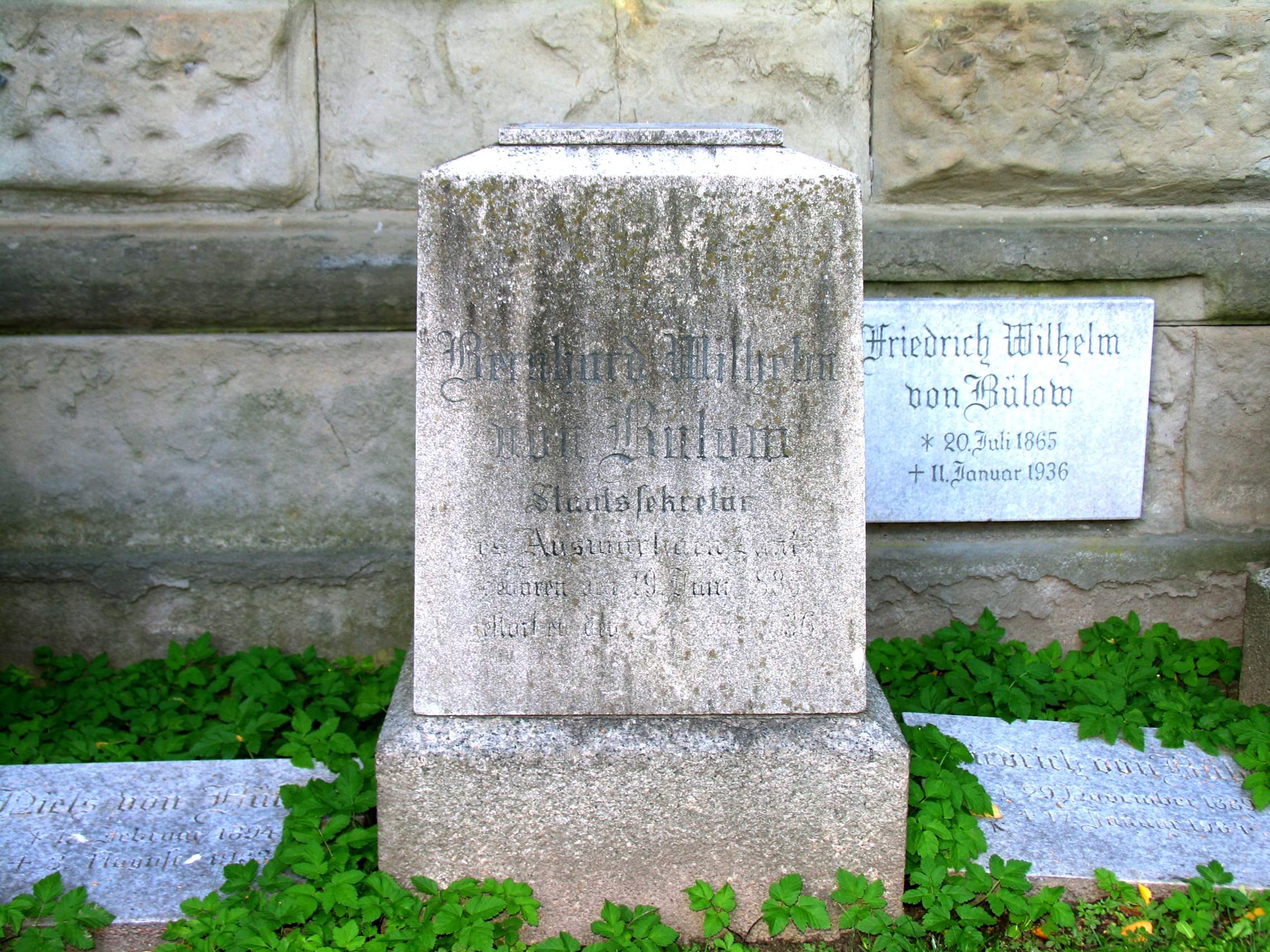
Grabstelle auf dem Alten Zwölf-Apostel-Kirchhof in Berlin-Schöneberg

Bernhard Wilhelm von Bülow starb 1936, nur zwei Tage nach seinem 51. Geburtstag, an einer durch eine Lungenentzündung ausgelösten Embolie. Seine letzte Ruhestätte fand er im Erbbegräbnis der Familie Bülow auf dem Alten Zwölf-Apostel-Kirchhof in Berlin-Schöneberg.
Bülows Nachfolger als Staatssekretär des Auswärtigen Amtes wurde Hans Georg von Mackensen.

### Bewertung durch Zeitgenossen und Nachwelt
Bülows Wirken wurde von seinen Zeitgenossen nachträglich überwiegend positiv bewertet: Der Diplomat Ernst von Weizsäcker nannte ihn „neben Maltzahn zwischen den zwei Weltkriegen das beste Pferd in unserem Stall“ [d. h. im Auswärtigen Amt]. André François-Poncet, von 1931 bis 1937 französischer Botschafter in Deutschland, bemerkte später anerkennend, dass Bülow bei Verhandlungen zwar stets höflich und liebenswürdig geblieben sei, er zugleich aber sachlich von einer unbeirrbaren Festigkeit bei der Durchsetzung seines Kurses gewesen sei. Johann Ludwig Graf Schwerin von Krosigk, von 1932 bis 1945 deutscher Finanzminister, hielt es für den bemerkenswertesten Zug Bülows, dass dieser „auch in schwierigsten Lagen die lächelnde Fassung“ gewahrt habe.
Obwohl Bülow die Vereidigung des Auswärtigen Amtes auf Hitler im August 1934 nicht verhinderte, urteilten die Historiker Erich Kordt und Karl-Heinz Abshagen 1948, dass es Hitler bis zu Bülows Tod nicht gelungen sei, „sich das Auswärtige Amt zu unterwerfen.“ Zudem attestieren sie Bülow, es habe ihm „weder an sachlicher Eignung noch an Zivilcourage“ gefehlt, um „Hitler entgegenzutreten, wenn es ihm sein Pflichtgefühl“ geboten habe. Darüber hinaus habe er „nach dem Umbruch 1933 […] die Mängel und Mißgriffe des Regimes rasch erkannt und innerlich zweifellos scharf kritisiert“ und „hinter den Kulissen […] noch manches Unheil zu verhüten oder doch in den Auswirkungen abzuschwächen gewusst.“ Der Historiker Friedrich Schönborn stellt in seiner biographischen Skizze in der Deutschen Biographischen Enzyklopädie, dessen Prägung durch das „Pflichtgefühl der altpreußischen Aristokratie“ als markantesten Zug Bülows heraus. Er beschreibt Bülow als einen Mann, der trotz seiner preußischen Nüchternheit von hohen Idealen erfüllt gewesen sei. Obwohl Bülow „kein Mann der Öffentlichkeit“" gewesen sei, hätte, wer ihn näher kennen gelernt habe, bald „die Bedeutung seiner Persönlichkeit“ empfunden. Das Auswärtige Amt wiederum veranstaltete am 18. Juni 1985 anlässlich von Bülows 100. Geburtstag eine Gedenkfeier, in der sich der Auswärtige Dienst der Bonner Republik demonstrativ in die Tradition Bülows stellte, dessen Nachlass heute im Politischen Archiv des Auswärtigen Amts in Berlin lagert.

## Schriften
- Die Irrtumsanfechtung als Reurecht, 1909. (Dissertation)
- Die Krisis. Die Grundlinien der Diplomatischen Verhandlungen bei Kriegsausbruch, 1920.
- Die ersten Stundenschläge des Weltkrieges. Eine Zeittafel der wichtigen Vorgänge bei Kriegsausbruch mit Hinweisen auf die einschlägigen Urkunden, de Gruyter & Co., Berlin und Leipzig 1922.
- Der Versailler Völkerbund: Eine vorläufige Bilanz, 1923.
- Deutschland und die Mächte vor dem Krieg in amtlichen Schriften des Fürsten, 1929.